# Академія мистецтв Японії
Акаде́мія мисте́цтв Япо́нії (яп. 日本芸術院, にほんげいじゅついん, МФА: [nihoɴ geːd͡ʑut͡su.iɴ]) — японська почесна організація, що об'єднує провідних японських митців. Знаходиться в районі Тайто метрополії Токіо. Перебуває у відомстві Управління культури Міністерства культури і науки Японії. Заснована 1947 року шляхом перейменування Імперської академії мистецтв. Поділяється на три відділення: (1) образотворче мистецтво, (2) література, (3) музика, театр, танці. Членство в організації пожиттєве. Кількість постійних членів становить понад 120 осіб. Організація надає щорічні премії діячам культури і мистецтва, які зробили великий внесок у розвиток японської культури.

## Члени
- 1941: Уемура Шьоен